# Muscelele Argeșului (sit SCI)
Muscelele Argeșului este o arie protejată (arie specială de conservare — SAC, sit de importanță comunitară — SCI) din România, desemnată în scopul protejării biodiversității și menținerii într-o stare de conservare favorabilă a florei spontane și faunei sălbatice, precum și a habitatelor naturale de interes comunitar aflate în arealul zonei de protecție. Aceasta este situată în Muntenia, pe teritoriul județului Argeș.

### Localizare
Aria naturală se află în județul Argeș, pe teritoriile administrative al comunelor Aninoasa, Bălilești, Coșești, Davidești, Domnești, Hârtiești, Mihăești, Pietroșani, Poienarii de Muscel, Schitu Golești, Vlădești, și Vulturești.

### Înființare
Zona a fost declarată sit de importanță comunitară prin Ordinul Ministerului Mediului și Dezvoltării Durabile Nr.1964 din septembrie 2011 (privind instituirea regimului de arie naturală protejată a siturilor de importanță comunitară, ca parte integrantă a rețelei ecologice europene Natura 2000 în România) și se întinde pe o suprafață de 10.040 hectare
Situl, protejat și ca arie specială de conservare (ROSAC0326) în mai 2022., reprezintă o zonă naturală (spațiu urban discontinuu și spațiu rural, terenuri arabile neirigate, livezi, pășuni secundare, zone de culturi complexe, terenuri predominant agricole în amestec cu vegetație naturală, păduri de foioase și pajiști naturale ) încadrată în bioregiunea geografică (continentală a Podișului Getic) aflată la poalele Munților Făgăraș (masiv muntos care face parte din Carpații Meridionali).

### Căi de acces
Accesul către aria naturală protejată se face de pe DN73, care leagă orașul Pitești de Câmpulung, astfel: pe DN73C Câmpulung – Curtea de Argeș - Râmnicu Vâlcea, DJ731 și DJ732, pentru corpul vestic al ariei, pe DN73 și DJ738, pentru corpul central, și pe DJ738, DJ737 și DN73D, pentru corpul estic, între care există o rețea de drumuri de mai mică importanță

### Monumente și atracții turistice
În vecinătatea sitului se află câteva obiective de interes istoric, cultural și turistic; astfel:

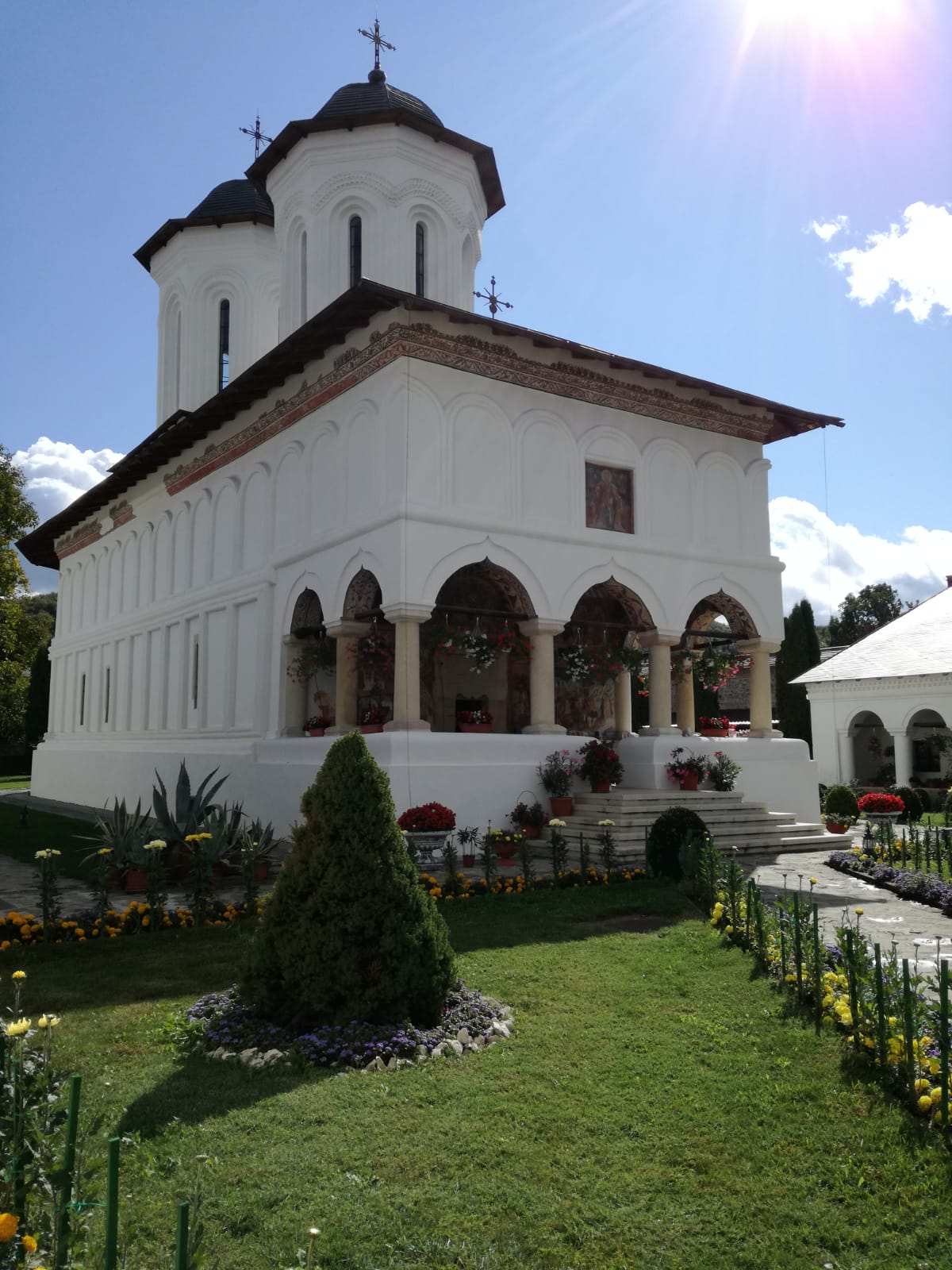
Mănăstirea Aninoasa

- Mănăstirea Aninoasa, construcție 1666, monument istoric (cod LMI AG-II-a-A-13467).
- Curtea lui Mareș Băjescu din Băjești, construcție 1743, monument istoric (cod LMI AG-II-a-A-13475).
- Ansamblul conacului Jean Vlădescu din Lucieni, construcție 1926, monument istoric (cod LMI AG-II-a-B-13726).
- Biserica „Sf. Nicolae” din Jugur, construcție 1854, monument istoric (cod LMI AG-II-m-B-13711).
- Biserica „Tăierea Capului Sf. Ioan Botezătorul” din Vlădești, construcție 1657, monument istoric (cod LMI AG-II-m-A-13849.02).
- Agrement : Dealul Mățău (cel mai înalt deal subcarpatic), Centrul Experimental de Pictură "Ion Mărgescu" din Vulturești